# Kopernikusstraße (Berlin)

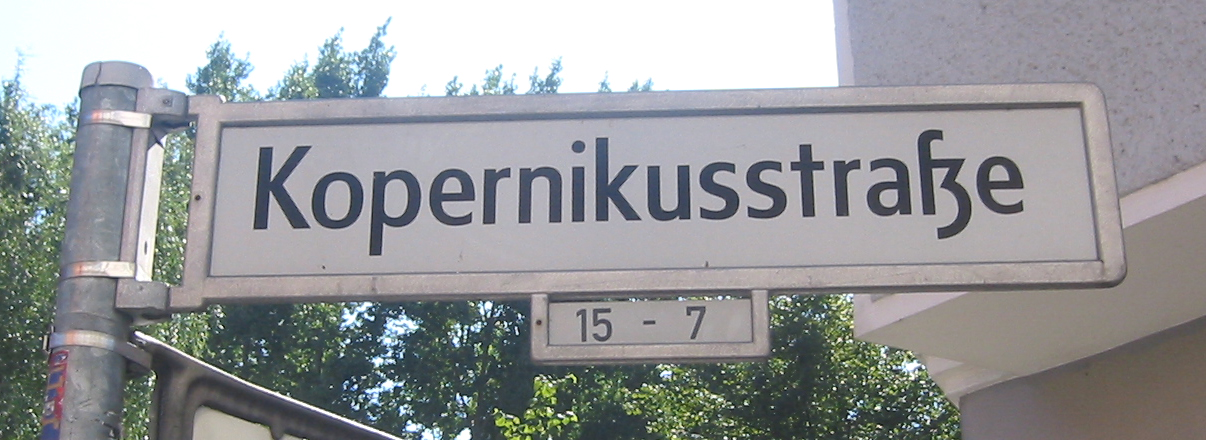
Straßenschild

Die Kopernikusstraße ist eine Straße im Berliner Ortsteil Friedrichshain. Benannt wurde sie nach dem Astronomen und Mathematiker Nikolaus Kopernikus. Die Straße reicht von der Gubener Straße im Westen bis zur Simon-Dach-Straße im Osten und kreuzt dabei die Warschauer Straße.

## Straßengeschichte
Die Benennung der Straße erfolgte am 5. September 1903. Vorher war sie als Straße Nr. 10 in der Abteilung XIV des Bebauungsplanes verzeichnet.
Sie verlief zunächst zwischen Warschauer Straße und der heutigen Neuen Bahnhofstraße (damals Gürtelstraße) am heutigen Bahnhof Ostkreuz. Am 15. September 1903 wurde auch die Trasse von der Gubener Straße bis zur Warschauer Straße als Kopernikusstraße benannt. 1904 erhielt der Abschnitt zwischen Lenbachstraße und heutiger Neuer Bahnhofstraße den Namen Ludwig-Lehmann-Straße. Der Straßenverlauf zwischen Simon-Dach-Straße und Lenbachstraße wurde 1906 aus der Kopernikusstraße ausgegliedert und heißt seit dem 16. August 1906 Simplonstraße.
Am 1. Januar 1910 ging die 2. Flachbahn der Hochbahngesellschaft in Betrieb, die die Kopernikusstraße zwischen Libauer Straße und dem Übergang in die Wühlischstraße befuhr. Bei ihrer Übernahme 1928 war sie die letzte private Berliner Straßenbahnlinie. 1930 wurde der Abschnitt in der Libauer Straße stillgelegt und die Strecke über die Kopernikusstraße zur Warschauer Straße verlegt. Gegenwärtig befährt die Linie M13 diesen Abschnitt.

## Besonderheiten

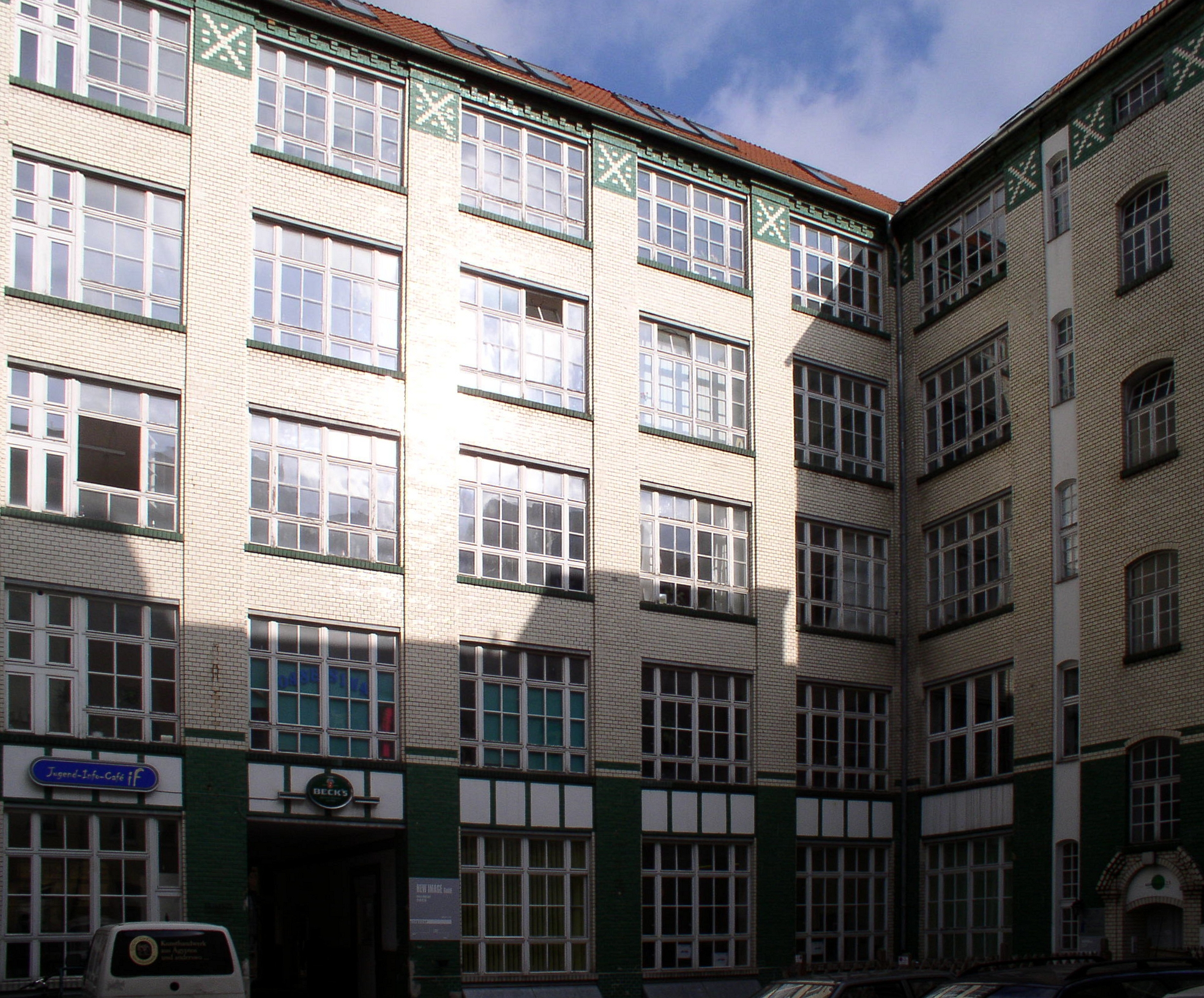
Fabrikgebäude Kopernikusstraße Nr. 26

In der Kopernikusstraße stehen mehrere Häuser unter Denkmalschutz. Dabei handelt es sich um das 1902/1903 erbaute Mietshaus mit der Hausnummer 2/3 von Hermann Kriegel und Hermann Salow, die 1905 erbauten Fabrikgebäude Nr. 23 und Nr. 26 (zweiter Hinterhof) sowie die ehemalige Möbelfabrik Rössler & Schmidt in der Nr. 35. Letztere wurde 1905/1906 von dem Berliner Architekten F. Schlundt geplant und ist heute Teil des Comeniushof am angrenzenden Comeniusplatz und nicht mehr über die Kopernikusstraße erreichbar. Am Haus Nr. 19 ist eine Gedenktafel angebracht, die an den Widerstandskämpfer gegen den Nationalsozialismus Karl Pinnow erinnert, der in diesem Haus wohnte.